# Olesno
Olesno  (udtale: [ɔˈlɛsnɔ], schlesisk:  Růżano Gůra, Uoleszno, tysk indtil 1945: Rosenberg, schlesisk tysk: Rusabarg, Rusnbarg)  er en by  i den nordøstlige del af voivodskabet Opole i det sydlige Polen.  Byen  har 9.122(2021) indbyggere og et areal på	15,1  km².  Den  er administrationsby i powiatet (amt) Olesno.

## Historie
Området nær den gamle romerske ravvej har været bebygget siden neolitikum-æraen. Olesno blev første gang nævnt i et skøde fra 1226 af biskop Wawrzyniec af Wrocław, selvom det kan referere til nabolandsbyen Stare Olesno (Gamle Olesno). Den var en del af hertugdømmerne Opole, Schlesien og igen Opole af det fragmenterede Piast-regerede Polen. I 1229 blev det erhvervet af hertug Henrik 1. den skæggede af Wrocław. Olesno blev sæde for en kastellan og modtog byrettigheder i 1275 fra hertug Władysław Opolski.
Det var derefter en del af Hertugdømmet Opole, som blev et len af Kongeriget Bøhmen i 1327 og endelig blev indlemmet i Det Hellige Romerske Rige af Karl 4. i 1355, men den forblev under de lokale polske hertugers styre i hertugdømmet Opole indtil dets opløsning i 1532. Byen led under de Trediveårskrigen, og i 1645 vendte det tilbage til Polen under Huset Vasa indtil 1666, hvor det igen faldt til Bøhmen.

## Galleri
- Rådhuset på markedspladsen
- Corpus Christi kirke
- Trækirken Sankt Anne, bygget i 1518, udvidet 1668-1670
- Ærkeenglen Sankt Michaels kirke